# Temple mormon de Portland
Le temple mormon de Portland est un temple de l’Église de Jésus-Christ des saints des derniers jours situé à Portland, dans l’État de l’Oregon, aux États-Unis. Il a été inauguré le 19 août 1989.